# 大公銃騎兵中隊
大公銃騎兵中隊（たいこうじゅうきへいちゅうたい、Compagnie des Carabiniers du Prince）は、モナコにおける武装部隊。
事実上の警備・儀仗部隊であり、モナコ大公の警備や儀仗、宮殿・観光地などの警備を実施している。人員は約100名、内務省の傘下にあり、士官はフランス陸軍にて訓練を受けている。2名の士官を含む10名で宮殿の警備を実施しており、正午には宮殿の庭にて衛兵交代式が実施されている。武装としてM16アサルトライフルなどを保有している。

## 採用基準
中隊は以下の条件を満たす者から募集している。
- 男性であること。

- 20歳以上、30歳以下であること。

- 独身であること。

- フランス語を話せること。

- 視力が良いこと。

- 身長が1.8m〜2mであること。

- BMIが25以下であること。

- 健康で体調が良好であること。

- 高等学校または相当する学校を修了し、優れた知的能力を示すこと。

- 運転免許証を保持していること。

- 水泳ができること。

1 つ以上の専門技術を扱える応募者は、追加で評価されることがある。例: 音楽 (金管楽器)、スキューバダイビング、応急処置、犬の訓練、コンピューター、整備士(機械工、自動車)、戦闘など。